# Arzúa (Gerichtsbezirk)
Der Gerichtsbezirk Arzúa ist einer der 14 Gerichtsbezirke in der Provinz A Coruña.
Der Bezirk umfasst 7 Gemeinden auf einer Fläche von 731,93 km² mit dem Hauptquartier in Arzúa.

## Gemeinden
| Gemeinde             | Einwohner (2024) | Fläche km² | Dichte Einw./km² | Cod INE | Postleitzahl               |
| -------------------- | ---------------- | ---------- | ---------------- | ------- | -------------------------- |
| Arzúa                | 5.887            | 155,48     | 38               | 15006   | 15810                      |
| Boimorto             | 1.801            | 82,34      | 22               | 15010   | 15818                      |
| Melide               | 7.734            | 101,30     | 76               | 15046   | 15800                      |
| O Pino               | 4.581            | 132,15     | 35               | 15066   | 15818                      |
| Santiso              | 1.453            | 67,39      | 22               | 15079   | 15780                      |
| Toques               | 1.070            | 77,93      | 14               | 15083   | 15806                      |
| Touro                | 3.387            | 115,34     | 29               | 15085   | 15122, 15819, 15822, 15966 |
| Gerichtsbezirk Arzúa | 25.913           | 731,93     | 35               | –       | –                          |